# Gachi
Gachi, auch gatchi, gashi, kashi oder gaishi, ist eine lange schlanke Naturtrompete aus Metall bei den Ethnien in der Umgebung des Tschadsees im Tschad, bei den Kanuri in Nigeria und den Fulbe im Norden Kameruns. Die gachi gehört zu den in der zeremoniellen Musik traditioneller islamischer Herrscher verwendeten Langtrompeten, die in Westafrika unter dem am weitesten verbreiteten Namen kakaki bekannt sind. 
Die Trompete ist üblicherweise aus Blech gefertigt, zum Teil aus Messing. Sie ist über zwei Meter lang und besteht aus zwei Teilen, die zum Gebrauch ineinander gesteckt und ansonsten separat transportiert werden. Das Rohr besteht aus verschiedenen Anschlussstücken: Der Schalltrichter mit einem Durchmesser von rund 10 cm ist verlötet mit dem zentralen Zylinder des Bohrlochs (15 bis 25 mm Durchmesser). Ein anderer konischer Teil mit einem Rand von etwa 7 mm Breite vervollständigt das Rohr, um das Mundstück zu formen.
Das Instrument erzeugt zwei Töne gleichzeitig im Abstand von einer Quinte.